# 頭がいい人、悪い人の話し方
頭がいい人、悪い人の話し方（あたまがいいひと、わるいひとのはなしかた）は、樋口裕一によって書かれた書籍。

## 概要
2004年6月16日にPHP新書で出版。
小学生から社会人まで幅広い年齢の小論文を指導して、頭が悪い人は文章を書いても会話をしても仕事をしても駄目という事に気付いた著者が、巷にあふれる馬鹿丸出しの話し方を例を上げ批判する。
2005年の書籍の売り上げで1位。
2014年にはオーディオブックで配信される。
2015年5月23日に放送された世界一受けたい授業SPで紹介された、日本史上でのベストセラー書籍で22位。260万部。
2019年4月6日放送の世界一受けたい授業で発表された「平成で売れた実用書ベストセラーランキング」で8位。